# أحمد القلاش
أحمد بن عبد القادر قلاش الشافعي الحلبي (1910 - 2008) عالم وفقيه ونحوي سوري.

## ولادته ونشأته
ولد ونشأ في كنف أسرة محافظة تحب العلم وتحترم العلماء، فوالده رجل متواضع كان يعمل نساجاً على النول العربي، ووالدته سيدة فاضلة من آل قنبر المشهورة نسبتهم إلى السيد عبد القادر الجيلاني.
وتعلم القرآن الكريم منذ نعومة أظفاره على يد الشيخ مصطفى عاشور، في مكتب جامع علم الشرق في حي المشاطية، ثم انتقل إلى المدرسة الابتدائية، ودرس بعض صفوفها، وفي هذه المرحلة تنبه والده إلى فطنة ولده وذكائه، فقرر إرساله إلى المدارس الشرعية ليطلب العلم الشرعي.

## التعليم والدراسة
بدأ يتلقى العلوم الشرعية والعربية في المدرسة العثمانية، على يد شيخه محمد الناشد. وحفظ ألفية ابن مالك وعمره 13 سنة بالإضافة إلى بعض المنظومات الأخرى.
ثم انتقل إلى المدرسة الشعبانية، وتابع فيها تلقِّي العلم على يد شيوخه طاهر الكيالي، وأحمد التيجي، وإبراهيم الدرعزاني، وحفظ في هذه المرحلة الكثير من المتون، والقصائد الطويلة، ثم عاد إلى المدرسة العثمانية، ليلتقي فيها شيخه محمد الحنيفي، ويأخذ عنه علم التوحيد، وقد قرأ عليه متن الباجوري، ثم أعاد قراءة النحو مرة ثانية على شيخه محمد الناشد، قرأ عليه في النحو: شرح ابن عقيل ولألفية ابن مالك، وفي البلاغة: «التلخيص للقزويني». وفي الفقه الشافعي على شيخه محمد سعيد الإدلبي. وقرأ عليه متن التحرير في الفقه الشافعي.
ثم تحول إلى المدرسة الاسماعيلية، وبدأ فيها حفظ القرآن الكريم، فحفظ ثمانية أجزاء، ثم انتسب إلى المدرسة الخسروية (الثانوية الشرعية) فأخذ الحديث النبوي الشريف والسيرة العطرة وتاريخ الإسلام على يد شيخه محدث حلب ومؤرخها الشيخ محمد راغب الطباخ. ودرس عليه في الحديث: مختصر الزبيدي للبخاري، مع شرح الشرقاوي عليه، ومقدمة ابن الصلاح، وفي التاريخ: نور اليقين في سيرة سيد المرسلين لمحمد الخضري. وإتمام الوفاءلمحمد عفيفي الباجوري.
ودرس الفقه الشافعي على شيخه محمد سعيد الإدلبي، والشيخ عمر المارتيني، حيث قرأ عليه كتاب: (الإقناع في شرح متن أبي شجاع). للشربيني، كما درس على العالم الأصولي المدقق الشيخ محمد أسعد العبجي، وقرأ عليه: «غاية الوصول شرح لب الأصول».
وأخذ علوم العربية ونحوها وصرفها وبلاغتها، على شيخه الشيخ أحمد الكردي مفتي حلب، وأخذ علم الفرائض على شيخه الشيخ عبد الله المعطي، وعلم المنطق والتوحيد على شيخه الشيخ فيض الله الكردي. هذا بالإضافة إلى ما حصل عليه من العلوم الكونية كالحساب والجغرافية والعلوم الطبيعية وغيرها.

## تخرجه
وفي عام 1348هـ ـ 1929م تخرج الشيخ في المدرسة الخسروية حائزاً على الدرجة الأولى بمرتبة نابغ ممتاز. تخرج مع الشيخ في القافلة الرابعة من خريجي الثانوية الشرعية، وحسب ترتيب نجاحهم: أحمد قلاش، برهان الدين الداغستاني، محمد الناصر، سعيد المسعود، محمد سلقيني، مصطفى مزراب، محمد خليلو التادفي، مصطفى المارعي، همام النعساني، عبد الرحمن حوت، عبد الله الأسود، محمد نور البلاط، عبد الله سلطان، عمر محو، حسن الحموي. وقد التقى الشيخ محمد أبا النصر خلف الحمصي، وصحبه وأخذ عنه الطريقة النقشبندية، ورافقه في بعض جولاته على المدن والقرى.

## عمله في حلب
ثم انطلق إلى ميادين العمل والتربية، والدعوة إلى الله، ونشر العلم، فعمل إماماً وخطيباً في عدد من مساجد حلب، وأنشأ بالاشتراك مع أخيه الشيخ بكري رجب، مكتباً لتعليم الطلاب القرآن الكريم، ما لبث هذا المكتب أن غدا مدرسة علمية مباركة، أطلق عليها الشيخ اسم: المدرسة الرضائية، وقد شاركهم في التعليم فيها الشيخ محمد أديب حسون.
وقام بالتدريس في المدرسة الشعبانية من سنة 1949 إلى سنة 1959، في الفترة التي كانت المدرسة تابعة للأوقاف ودرس في تلك الفترة الفقه وأحكام البيع على المذهب الشافعي، وعندما جدد افتتاح المدرسة الشعبانية بإشراف العلامة الشيخ عبد الله سراج الدين، انتدب الشيخ أحمد ليدرس فيها علوم اللغة العربية، نحوها وصرفها وبلاغتها. واستمر في التدريس فيها أكثر من ثلاثين عاماً. كما كانت له جولات على القرى المحيطة بحلب كل يوم اثنين بصحبة بعض إخوانه من العلماء يجمعون أهل القرية في المسجد، فيعظونهم، ويعلمونهم أمر دينهم ودنياهم، وكان يشاركه في هذه الجولات صديقه الشيخ بكري رجب، ومصطفى مزراب، والشيخ محمد الغشيم، والشيخ عادل حمصي، والشيخ عبد المجيد قطان، وغيرهم.
وكانت له دروس في اللغة العربية والفقه الشافعي والتفسير في المدرسة الخسروية، وكان ينتقل بين هذه المدارس، يلقي دروسه هنا وهناك، دون كلل أو ملل، إذ كان يجد متعته في نشر العلم، وإفادة الطلاب، وقد تخرج على يديه عدد كبير من طلاب العلم خلال أكثر من سبعين سنة أمضاها في نشر العلم، والدعوة إلى الله.

## هجرته للمدينة المنورة
وفي عام 1400 هـ ـ 1981 م، آثر الشيخ مجاورة النبي عليه الصلاة والسلام، فهاجر إلى المدينة المنورة، وعمل أستاذاَ في الجامعة الإسلامية فيها، أكثر من سنتين، واختير خلالها عضواً في مجلس البحث العلمي في الجامعة المذكورة، وعندما أحيل إلى التقاعد نظراً لكبر سنه، آثر البقاء في المدينة المنورة للمجاورة والعبادة.
وكان إذا حضر إلى مدينة حلب، أسرع إليه طلابه، فله معهم في كل يوم مجالس علم، يقرأ لهم فيها الحديث النبوي الشريف، والنحو في "جامع قسطل الحرامي"، وجامع «قنبر» وجامع «سكر» في حي الكلاسة.
حبه للمطالعة:
كان الشيخ محباً للمطالعة، شغوفاً بقراءة الكتب، يمضي الساعات الطويلة في القراءة الواعية، واضعاً ملاحظاته وحواشيه وآراءه وتعليقاته على حواشي الكتب التي يقرؤها. وقد وقف مكتبته النادرة على ثانوية إعزاز الشرعية ويقوم بعض الأساتذة بتصوير تعليقاته على حواشي الكتب التي قرأها.
وتميَّز بدقته النادرة في فهم العبارات والوقوف عندها وربطها ببعضها فلا تمر عبارة إلا يقف عندها، ويكشف غطاءها، ويفتح مقفلها ويوضح معناها. وقلما يمر عليه كتاب من القدامى أو غيرهم ـ مع كثرة مطالعته ـ إلا وله عليه انتقادات لطيفة، وملاحظات مفيدة. وقد استفاد هذا المنهج النقدي الدقيق من أستاذه العلامة الشيخ محمد سعيد الإدلبي.

## أسلوبه في التعليم
وهو صاحب أسلوب مميز في التعليم، يقف بطلابه عند كل عبارة يدقق في ألفاظها ومعانيها، وما ترمي إليه، يوضح ذلك بذوقه العلمي الرفيع وأسلوبه النقدي المتزن البعيد عن التعالي، أو النيل من غيره، إذ الهدف عنده هو الوصول إلى الحقيقة العلمية، فحيثما وجدها التقطها، وهو لا يجد حرجاً إن راجعه أحد في مسألة علمية، وبان له صواب رأيه، أخذ به مباشرة ووضح ذلك لطلابه، مع تقديم الشكر لمن راجعه والثناء عليه.
كما امتاز بمقدرة فائقة على تقريب المعاني وتيسير العلم، بحيث يدخله إلى عقل الطالب من غير مانع أو حاجب، مع استعماله لوسائل التعليم وحسن التمثيل وجمال العرض.
وكان كثير التشجيع لطلابه ـ ولاسيما الصغار منهم ـ يرفع هممهم ويحضهم على الاستزادة من العلم ويثني على الطالب الذكي منهم، ويبذل المكافآت المادية لهم.

## مؤلفاته
ولقد رأى الشيخ من تأليف الرسائل التوجيهية، والقصص التربوية والكتب العلمية، طريقاً آخر لنشر العلم، والدعوة إلى الله فكان له جملة من الرسائل والكتب، نذكر منها:
الكتب العلمية:
- تيسير البلاغة. أبرز فيه البلاغة في ثوب جديد يناسب هذا العصر. ولقد كتب الشيخ صفوان بن عدنان الداودي تحقيقا مهما حول هذا الكتاب.
- أحكام البيع على المذهب الشافعي.مع الأدلة والعبارات الواضحة.
- من كنوز الإسلام.[2]
- من ذخائر الإسلام.
- من بدائع الحكم.
- في ظلال الجنة.
- تفسير جزء عم.
- كيف تكون مسلماً؟.
- الصلاة الخاشعة.
- صوموا تصحوا.
- كيف تحج؟
- أنفع الدروس في تهذيب النفوس.
- سلم الأطفال لبلوغ الكمال.
- أزهار في تربية الصغار.
- عجائب من الأخلاق الإسلامية.
- محمد رسول الجهاد.
- حي على الجهاد.
- طريق النصر.
- القصص النبوي الصحيح.
- معجزة الإسراء والمعراج.
- أنبياء العرب.
- عيسى بن مريم.
- يوسف الصديق.
- نوح عليه السلام.
- جنة آدم.

كما قام بتصحيح بعض الكتب والإشراف على طباعتها، ومنها: كشف الخفاء ومزيل الإلباس عما اشتهر من الأحاديث على ألسنة الناس وكتاب:(إتمام الوفاء في سيرة الخلفاء)، للعجلوني والملقب بمحمد الخضري، كما ضبط (متن البناء) و (متن المقصود) في علم الصرف. وكان بعض الأدباء والشعراء يعرضون نتاجهم عليه قبل طبعه وإخراجه، ليقوم بتصحيحه، وإبداء ملاحظاته عليه.

## أخلاقه وصفاته
عظيم النفس، عالي الهمة، ذكي لمَّاح، رفيع الأخلاق، يتواضع لمن يعلِّمه، أو يتعلم منه، محب لطلابه رؤوف بهم. وقد أوتي مع ذلك روحاً مرحة، وظلاً خفيفاً، ودعابة محبَّبة، ونكتة حاضرة، ويظهر أثر ذلك كله في دروسه، فلا ترى فيها أثراً للسآمة أو الملل مهما طالت.
كان أحمد القلاش أسمر اللون، منور الوجه والشيبة، ضعيف الجسم، اضطربت خطاه لما كَبِِر في السن، وقد أدركه طلابه شاباً قوي الجسم يسير وكأنه ينحط من جبل، وينتقل بين المدارس والصفوف بهمة ونشاط، مرتدياً جبته الطويلة، مزيناً رأسه بعمامة بيضاء فوق طربوش أحمر.

## مرضه ووفاته
وما زال الشيخ مقيماً في المدينة المنورة، مجاوراً الحبيب المصطفى عليه الصلاة والسلام، مستمراً على عطائه العلمي، حتى كسر حوضه، ولزم الفراش، وكان يتردد عليه طلاب العلم، وهو حاضر البديهة، ولا يخلو مجلسه ـ حتى في أيام مرضه ـ من الفوائد العلمية، والنكات اللغوية، ويتعرف على زائريه، ويطلب القراءة عليه في كتاب من كتب العلم، حتى اشتدَّ به المرض قبيل وفاته بشهر. وتوفي عصر يوم السبت 9 رجب 1429 هـالموافق 13 يوليو 2008 م. وصلي عليه في المسجد النبوي بعد صلاة فجر يوم الأحد 11 رجب 1429 هـ الموافق 14 يوليو 2008م، ووري في البقيع.